# Dulcitius (Drama)
Das mittellateinische Drama Dulcitius (eigentlich Passio Sanctarum Agapis Chioniae et Hirenae) von Hrotsvit von Gandersheim entstand zwischen 960 und 970. Es wurde im Benediktinerinnenkloster Gandersheim geschrieben und ist eines der wenigen überlieferten Dramen der damaligen Zeit. Das Original wurde in mittellateinischer Sprache verfasst. Das Stück besitzt keine klassisch aristotelische Struktur. Ob es damals aufgeführt wurde oder nur als Lesedrama gedacht war, ist nicht bekannt. Das Drama handelt von drei Schwestern, die gezwungen werden, ihren christlichen Glauben abzulegen, sich aber erfolgreich dagegen wehren, auch wenn es für sie den Tod bedeutet. Somit wird ein selbstbestimmtes Frauenbild zur Zeit des Mittelalters und die loyale Haltung zur Religion thematisiert.

## Zusammenfassung
Der Kaiser Diokletian möchte die drei schönen Schwestern Agape, Chionia und Irene verheiraten. Doch dafür sollen die Schwestern ihren christlichen Glauben ablegen und den alten Göttern huldigen. Die Drei weigern sich jedoch, sich dem Willen des Kaisers zu beugen, und werden deshalb eingesperrt. Die Aufsicht der Gefangennahme wird dem Statthalter Dulcitius übertragen. Dieser ist von der Schönheit der Schwestern so beeindruckt, dass er sie, statt in den Kerker, in einen Küchenraum einsperren lässt, um sie öfter sehen zu können. Am Abend will sich Dulcitius an den drei gefangenen Schwestern vergehen, doch irrt er sich in der Tür. Die Drei beobachten Dulcitius, wie er sich voller Lust über die Töpfe und rußigen Pfannen hermacht. Als er wieder herauskommt, erkennen die Soldaten Dulcitius nicht, da er von den Töpfen und Pfannen schwarz gefärbt ist. Die Soldaten halten ihn für den Teufel und fliehen. Ahnungslos geht Dulcitius zu seiner Frau, die ihn schockiert auf sein Äußeres aufmerksam macht. Der Statthalter beschuldigt die Schwestern und will sie bestrafen. Zur Strafe sollen die Drei in der Öffentlichkeit entblößt werden, was dann aber nicht gelingt. Wie auf magische Weise schaffen die Soldaten es nicht, ihnen die Kleider vom Leib zu reißen. Der erzürnte Kaiser beschließt sie zu töten. Dies soll durch Sisinnius ausgeführt werden. Eine letzte Chance wird ihnen noch gegeben, aber die Schwestern geben ihren Glauben nicht auf, woraufhin die beiden Älteren verbrannt werden. Während beide dadurch sterben, bleiben ihre Körper unversehrt. In der Hoffnung, sie umzustimmen, wird die jüngste Schwester Irene nochmals vor die Wahl gestellt. Aber auch sie lehnt das Angebot ab und somit wird entschieden, dass sie in ein Freudenhaus gebracht werden soll. Sie entflieht den Soldaten und taucht wieder auf einem Berggipfel auf. Diesen können die Soldaten jedoch nicht erklimmen und Sisinnius gibt den Befehl, auf sie zu schießen. Schlussendlich wird sie von Pfeilen niedergestreckt. In ihren letzten Worten prophezeit sie Sisinnius, für seine Taten nach dem Tod in die Hölle zu kommen, während sie selbst nun ins Himmelreich einkehrt.

## Charaktere
Folgende Personen treten in dem Drama auf:
- Agape, Chionia und Irene, die drei Schwestern
- Kaiser Diokletian
- Dulcitius, der Statthalter in Thessaloniki
- Die Frau des Dulcitius
- Graf Sisinnius
- Krieger
- Türhüter des Kaiserpalastes

### Die drei Schwestern
Agape, Chionia und Irene sind drei Jungfrauen, die fest an Christus glauben. Sie basieren auf Persönlichkeiten, die in der katholischen Kirche als Heilige verehrt werden. Die als schön bezeichneten Adelsfrauen sollen verheiratet werden. Ihr Glaube ist ihnen so wichtig, dass sie den Tod nicht als Strafe, sondern als Erlösung sehen. Ihr Glaube ist so stark, dass sie darauf vertrauen, dass der Tod nicht das Ende ist.

### Dulcitius
Dulcitius basiert ebenso wie die Schwestern auf einer realen Person.  Vom Namen der Rolle dieses Statthalters ist der gebräuchliche Titel des Stücks abgeleitet, dessen Originaltitel eigentlich „Passio Sanctarum Agapis Chioniae et Hirenae“ lautet. Grund dafür könnte sein, dass dieser Charakter der Hauptakteur sämtlicher komischer Aspekte des Dramas ist. Dulcitius ist außerdem auch die Person, welche die Schwestern begehrt, obwohl er verheiratet ist.

### Kaiser Diokletian
Kaiser Diokletian ist eine historisch reale Persönlichkeit. Im Drama will er die Schwestern verheiraten und verlangt von ihnen, dass sie ihren Glauben ablegen. Er ist auch die Figur, die beschließt, die Schwestern zu bestrafen, nachdem sie Dulcitius vermeintlich verspotten.

### Sisinnius
Der Graf wurde beauftragt, die Schwestern zu bestrafen, davor aber versucht er sie noch einmal von ihrem Glauben abzubringen. Irene sollte verschont werden, letztendlich ist er aber für den Tod der Schwestern verantwortlich.

## Interpretationsansätze

### Glaube
Die unerklärbaren Ereignisse im Text, wie dass es niemandem gelingt, die Schwestern öffentlich auszuziehen oder dass die Leichname der verbrannten Schwestern unversehrt bleiben, können als Eingriff Gottes zum Schutz der Drei gedeutet werden. Die uneingeschränkte Loyalität zum Glauben ist in dem Drama zentral. So zeigt es die drei Schwestern Agape, Chionia und Irene als Märtyrerinnen. Anstatt sich den Forderungen des Kaisers zu beugen, sind sie bereit, sich selbst für ihren Glauben zu opfern. Der Tod ist für sie keine Strafe, sondern eine Erlösung, die sie dem Himmelreich näherbringt.

### Frauenrolle
Das Stück thematisiert eine Frauenrolle, die zu der damaligen Zeit nicht typisch war, denn damals waren Frauen den Männern untergeben. Sie konnten ihre eigene Meinung nicht vertreten und hatten große Schwierigkeiten, ihr eigenes Leben zu bestimmen. Die drei Schwestern jedoch schaffen es zumindest, ihren eigenen Glauben zu wählen, und bleiben ihm bis zum Schluss treu, auch wenn es ihren Tod bedeutet. Im Vergleich zu den männlichen Figuren werden die Frauen hier im Text willensstark und ehrbar dargestellt. Dies macht das Drama zu einem wichtigen Werk für eine starke, positive Frauenrolle, da die Frau in anderen Stücken des Mittelalters eher als passive und willenlose Person dargestellt wird.

### Dulcitius
Da der Charakter Dulcitius für die komischen Aspekte des Dramas zuständig ist, bemerkt er zum Beispiel nicht, dass er seine Lust an Töpfen und Pfannen auslebt, anstatt an den Schwestern. Dies ist eines der Beispiele, an denen man erkennen kann, dass die Autorin Dulcitius als nicht sehr intelligent und als eine Person, die keine Selbstbeherrschung hat, darstellt. Dazu wird er auch noch vom Kaiser in Schutz genommen und ist der Hauptgrund, weshalb die Schwestern hingerichtet wurden.

## Textausgaben
- Hrotsvitha von Gandersheim: Dulcitius. Abraham. 2 Dramen. Reclam, Stuttgart 1967, ISBN 3-15-007524-6.
- Roswitha von Gandersheim: Dulcitius. In: Ottomar Pitz (Hrsg.): Die Dramen der Roswitha von Gandersheim. Reclam, Leipzig 2018.